# 奇克托瓦加 (紐約州普查規定居民點)
奇克托瓦加（英語：Cheektowaga）是位於美國紐約州伊利縣的普查規定居民點。

## 人口
根據2020年美國人口普查的數據，奇克托瓦加的面積為65.87平方千米，當中陸地面積為65.72平方千米，而水域面積為0.15平方千米。當地共有人口76829人，而人口密度為每平方千米1,166.37人。